# Boldog (Heves)
Boldog es un pueblo húngaro perteneciente al distrito de Hatvan, condado de Heves.

## Superficie
Cuenta con una superficie de 26,74 km².

## Demografía
Hasta 2024 la población era de 2890	habitantes, con una densidad de población de 108,07 hab/km².
| Gráfica de evolución demográfica de Boldog entre 2020 y 2024 |
|                                                              |
| Datos según la Oficina Central de Estadística de Hungría.    |